# Ē
Ēē – litera alfabetu łacińskiego używana w zapisie języka łotewskiego, nowopruskiego, rōmaji, w językach polinezyjskich, w łacińskim zapisie języka arabskiego, a także w transkrypcji pinyin. Przypisywana jest samogłosce [e:].   